# Geschützbedienung
Geschützbedienung oder Bedienung ist die deutschsprachige militärische Bezeichnung für das Funktionspersonal, die Mannschaft oder Artilleriemannschaft (Kanoniere) zum Auf- und Abprotzen, Laden, Richten und Abfeuern eines Geschützes.

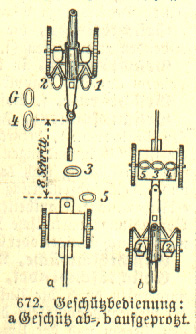
Schematische Darstellung von 1906
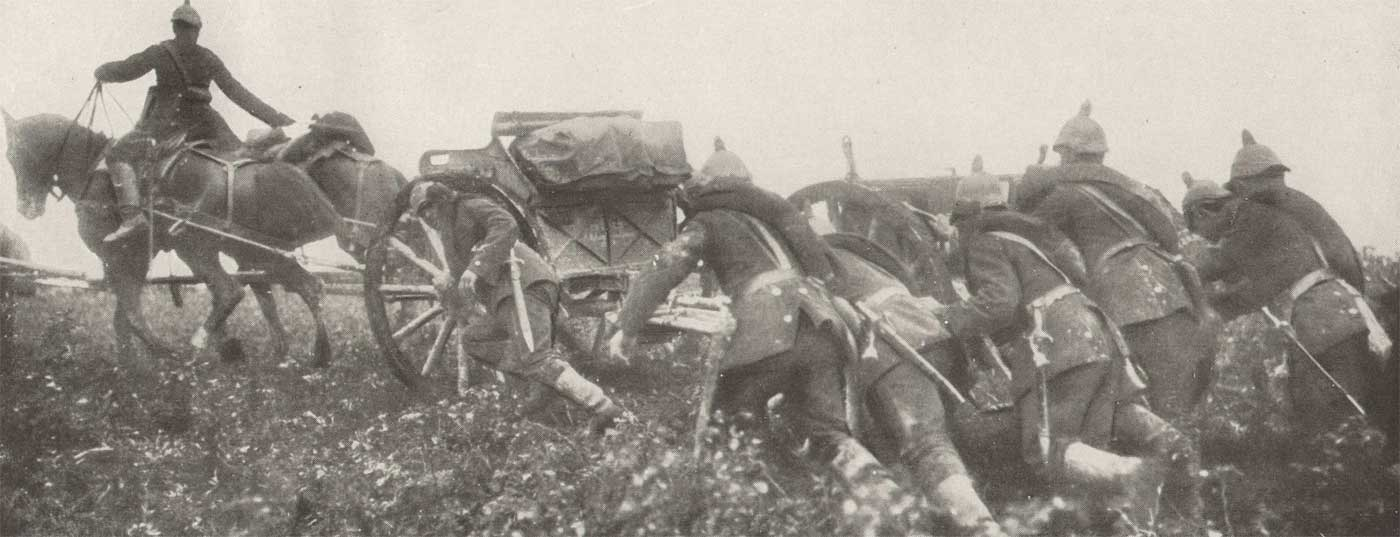
Geschützbedienung im Ersten Weltkrieg